# VMRO-DPMNE
Organizația Revoluționară Internă Macedoneană – Partidul Democrat pentru Unitatea Națională Macedoneană (în macedoneană Внатрешна македонска револуционерна организација – Демократска партија за македонско национално единство, transliterat: Vnatrešna makedonska revolucionerna organizacija – Demokratska partija za makedonsko nacionalno edinstvo, acronim ВМРО-ДПМНЕ, VMRO–DPMNE) este un partid politic de centru-dreapta din Macedonia de Nord. Partidul se descrie ca fiind unul creștin-democrat care urmărește integrarea țării în NATO și Uniunea Europeană.

## Ideologie
Partidul are un caracter conservator și creștin-democrat, fiind un membru al Partidului Popular European. Susține valori tradiționale și naționale, iar o economie de piață liberă. Respinge ferm schimbarea numelui Macedonia în Macedonia de Nord.